# Тенелігліптин
Тенелігліптин (англ. Teneligliptin) — лікарський препарат для лікування цукрового діабету 2 типу. Він належить до класу протидіабетичних препаратів, відомих як інгібітори дипептидилпептидази-4 або гліптини.

## Розробка
Тенелігліптин був розроблений компанією «Mitsubishi Tanabe Pharma», та запущено у виробництво у вересні 2012 року японськими компаніями «Mitsubishi Tanabe Pharma» та «Daiichi Sankyo».

## Ліцензування та використання

### Японія/Корея/Індія/Аргентина
Тенелігліптин схвалений для використання в Японії, Аргентині, Південній Кореї та Індії.

## Фармакологія
Тенелігліптин має унікальну J-подібну або якірно-замкнену структуру домену, завдяки якій він потужно пригнічує фермент DPP4. Препарат суттєво контролює глікемічні параметри з дотриманням безпеки. Коригування дози не потрібне пацієнтам з порушенням функції нирок.